# Oliver Frank
Ne doit pas être confondu avec Frank Oliver.
Oliver Frank (né le 1er septembre 1963 à Göttingen et mort le 25 février 2022 dans la même ville) est un chanteur allemand.

## Biographie
En 1985, une chercheuse de talents[Qui ?] découvre Oliver Frank et produit son premier single Abschied von Fernando au Star Studio de Hambourg. Les instrumentistes sont Dicky Tarrach à la batterie, Nils Tuxen à la basse et Thissy Thiers à la guitare, les anciens membres du groupe The Rattles. D'autres singles (Im Hafen von Piräus, Palermo bei Nacht) ainsi que le premier album Santa Barbara suivent.
En 1991, il signe chez Hansa Records puis en 1992 chez DA Music et en 1999 chez ZYX Music. Avec la chanson Italienische Sehnsucht en 1996, il apparait en octobre dans ZDF Hit-Parade. En tant qu'auteur, il signe sous le nom de Frank Revilo.
Il écrit pour lui Hello, Madeleine, des morceaux de son album Unverbesserlich et, en tant que compositeur et parolier, les titres Amore per sempre – Jetzt oder nie (2008), Unser Sommer der Liebe (2009) et Scommetto su di noi (Ich wette auf Dich und mich) (2010). Au printemps 2011, il collabore avec l'auteur et producteur David Brandes.

## Discographie
Singles
- 1985 : Abschied von Fernando („…und fährt ein weißes Schiff vorbei“) / Wohin Du auch gehst
- 1985 : Im Hafen von Piräus / Ich träum schon mit offenen Augen von dir
- 1986 : Palermo bei Nacht / Montego Bay
- 1987 : 1000 und 1 Nacht / Roter Stern von Mexiko
- 1988 : Santa Barbara / Wie ein Stern am Himmel
- 1988 : Bambolero / Angelina
- 1989 : Rendezvous im Paradies / Hello, Baby Blue
- 1989 : S.O.S. am Strand in Griechenland / Mit Dir
- 1990 : Katharina / Hello, Baby Blue
- 1990 : Zum Frühstück nach Paris / Leih mir noch mal Deine Liebe
- 1990 : Liza Maria / Leben mit Dir

Albums
- 1990 : Santa Barbara
- 1993 : Samstag Nacht
- 1994 : Rendez-vous im Paradies
- 1996 : Alles klar!
- 1997 : Alles klar! II
- 1998 : Alles klar! – Die Maxis
- 1998 : Das Beste von Oliver Frank
- 1999 : Knall auf Fall
- 2001 : Hautnah
- 2002 : Italienische Sehnsucht „Die Fanedition!“
- 2002 : Oliver Frank „XXL – Die Remixe“
- 2003 : Land in Sicht
- 2004 : Best of – Die Italo-Sommer-Edition
- 2007 : Küsse und mehr
- 2007 : Mega-Mix
- 2007 : Gold-Collection
- 2009 : Unverbesserlich
- 2010 : Ich wette auf Dich und mich – Das Beste aus 25 Jahren Oliver Frank!
- 2011 : Jetzt oder nie
- 2015 : Saitenblicke
- 2017 : My Star – Oliver Frank